# Hiệp hội Nhà báo Belarus
Hiệp hội Nhà báo Belarus (tiếng Anh: Belarusian Association of Journalists) là một tổ chức phi chính phủ của các nhà báo Belarus, nhằm mục đích "bảo đảm tự do ngôn luận cùng quyền thu thập và phân phát thông tin, đồng thời xúc tiến tiêu chuẩn nghề nghiệp của báo chí" ( Lưu trữ ngày 6 tháng 6 năm 2003 tại Wayback Machine).
Hiệp hội được thành lập năm 1995, là chi nhánh của Liên đoàn quốc tế các nhà báo (International Federation of Journalists) và là thành viên của Tổ chức Phóng viên không biên giới.
Năm 2002, Hiệp hội đã được trao Giải Bút vàng Tự do của Hiệp hội Báo thế giới (World Association of Newspapers). Năm 2004, Hiệp hội đoạt Giải thưởng Sakharov của Nghị viện châu Âu cho hoạt động chống việc đàn áp phương tiện truyền thông của chế độ Aliaksandr Loukachenka.
Cũng trong năm này, 19 nhật báo ở Belarus bị đóng cửa và một nhà báo bị giết.